# 1998 YD3
1998 YD3 är en asteroid i huvudbältet som upptäcktes 17 december 1998 av den japanska astronomen Takao Kobayashi vid Ōizumi-observatoriet.
Asteroiden har en diameter på ungefär 3 kilometer.